# إعلان باكستان
كان إعلان باكستان (المعنون الآن أو أبداً، هل نحن لنعيش أو نهلك إلى الأبد؟) عبارة عن كتيب كتبه ونشره شودري رحمت علي، في 28 يناير 1933، استخدمت فيها كلمة «باكستان» (بالإنجليزية: Pakstan)‏ (بدون الحرف "i") للمرة الأولى وتم تقديمها في مؤتمرات الطاولة المستديرة في عام 1933.